# 松平忠喬
松平 忠喬（まつだいら ただたか）は、江戸時代前期から中期にかけての大名。桜井松平家10代当主。信濃国飯山藩第2代藩主、のち遠江国掛川藩主を経て、1711年に摂津国尼崎藩主となった。以後桜井松平家は7代160年間にわたって尼崎を治め、廃藩置県まで続く。

## 生涯
飯山藩世嗣松平忠継（藩主松平忠倶の子）の二男として誕生。『寛政重修諸家譜』によれば天和2年（1682年）生まれであるが、家臣の家に伝わる史料では天和3年（1683年）1月9日生まれと記録されており、幕府には実年齢より年長に届けられたとみられる（官年参照）。
元禄7年（1694年）12月、父の忠継は病気を理由として廃嫡された。忠喬の兄・忠敏が飯山藩の世嗣になり、元禄8年（1695年）2月には祖父を継ぐべき「嫡孫」として幕府に認められたが、同年12月に24歳で早世した。このため忠喬に世嗣の座が回ってきたが、元禄9年（1696年）5月26日に大坂加番を務めていた祖父が任地大坂で死去し、7月25日に忠喬が15歳（公式年齢）で藩主を継ぐこととなった。ただし、将軍への御目見や世嗣としての任官をすませていなかったために、7月28日に綱吉に御目見し、家督相続を謝している。この際、綱吉に父の遺品の越中則重の刀、御台所に一条冬良筆の『古今和歌集』、桂昌院に足利義政筆の『和漢朗詠集』をそれぞれ献上した。12月22日、従五位下遠江守に任官。
大名となった松平忠喬はほとんどを江戸で過ごしており、初の領地（飯山）入りは元禄13年（1700年）のことであった。江戸滞在中には将軍の外出への供奉や、各種の普請、西之丸大手御門番などの役を務めた。また幕命により朝鮮通信使の接待役、日光東照宮の警護役なども務めている。
宝永3年（1706年）1月28日、遠江掛川藩に移封される。宝永8年（1711年）2月11日に摂津尼崎藩に移封された。尼崎藩主となった桜井松平家の菩提寺となる深正院（尼崎市大物町）は、正徳元年（1711年）に忠喬が尼崎に建立したと伝えられ、寺の名は大坂で死去した祖父・忠倶の法名の院号にちなむ。
享保2年（1717年）1月22日の大火（小石川馬場火事）に際しては、防火の任務を与えられていたために自ら家臣を指揮し、のちに家臣が老中に呼ばれて労を賞されている。寛延3年（1750年）12月18日、従四位下に昇叙（桜井松平家で唯一の事例）。寛延4年/宝暦元年（1751年）3月20日に致仕。同21日に石見守に遷る。
家督は次男・忠名が継いだ。宝暦6年（1756年）2月5日、尼崎において死去した。74歳没（「公式年齢」で75歳）。深正院に葬られた。

## 系譜
特記事項のない限り、『寛政重修諸家譜』による。子の続柄の後に記した ( ) 内の数字は、『寛政譜』の記載順。
- 父：松平忠継
- 母：本多康将娘
- 正室：戸田忠真娘
  - 二女(2)：毛利広豊室
  - 三女(3)：松平親純室
  - 二男(6)：松平忠名 - 実は側室の所生とされる（後述）
  - 七女(9)
- 生母不明の子女
  - 長女(1)：喜連川茂氏室
  - 八女(10)
- 側室某氏
  - 長男(4)：勝千代 - 早世
  - 四女(5)[注釈 2]
- 側室某氏
  - 五女(7)：三宅康高室
  - 六女(8)[注釈 3]：安部信平婚約者、早世
- 側室：岩崎氏
  - 九女(11)：安部信平室、離縁ののち松平昌信室
  - 十女(12)
  - 十一女(13)：飛鳥井雅重室
- 側室：土屋氏
  - 三男(14)：松平忠義

### 補足
- 継嗣となった松平忠名は、『寛政譜』では正室戸田氏の所生（「母は二女におなじ」[1]）とされているが、『図説 尼崎の歴史』では側室の所生とする[5]。岩城卓二は、忠喬の「正室の子とわかるのは女子3人です」とし、「側室の子が当主になるのは決して珍しいことではありませんでしたが、幕府に提出する公式記録などでは側室ではなく正室の子として記録されていることも少なくありません」としている[5]。